# تعريض (جغرافيا)

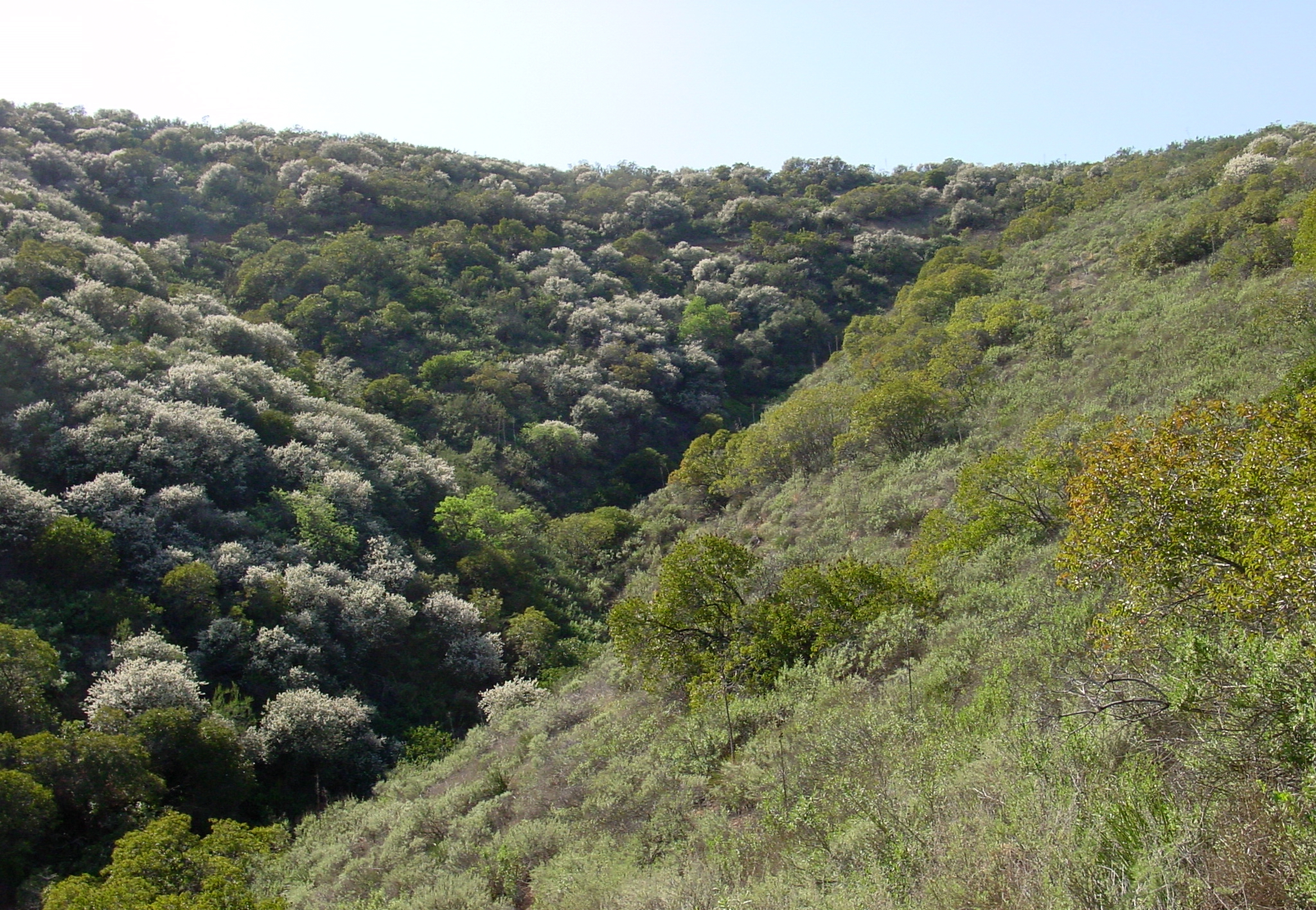
تأثير المنحدر، وهو نتيجة نباتية للتعريض، واضح في مجتمع الشجيرات الساحلية في جبال سانتا مونيكا في جنوب كاليفورنيا. المنحدر على الجانب الأيسر يواجه الشمال، وبالتالي أكثر رطوبة ويهيمن عليه نوع Ceanothus sp. المنحدر المواجه للجنوب على الجانب الأيمن أكثر جفافًا (يتلقى المزيد من أشعة الشمس المباشرة)، وهو أقل غطاءً نباتيًا مع وجود نباتات أكثر تحملاً للجفاف مثل Artemisia californica وYucca whipplei.

التعريض أو الوضع في الجغرافيا الطبيعية والجيولوجيا الطبيعية هو اتجاه البوصلة أو السمت الذي يواجهه سطح التضاريس.
على سبيل المثال، يوصف شكل الأرض المنحدرة على الحافة الشرقية لجبال روكي باتجاه السهول الكبرى بأنه ذو «جانب جغرافي شرقي». المنحدر الذي ينحدر إلى واد عميق على جانبه الغربي وواد ضحل على جانبه الشرقي له تعريض غربي أو منحدر يواجه الغرب. يمكن أن يؤثر الاتجاه الذي يواجهه المنحدر على السمات الفيزيائية والحيوية للأخير، وهو ما يُعرف بتأثير المنحدر.
يمكن أيضًا استخدام مصطلح التعريض لوصف مفهوم مميز ذي صلة: المحاذاة الأفقية لخطوط الساحل. هنا، فالتعريض يعني بالأساس الاتجاه الذي يواجهه الساحل نحو البحر. على سبيل المثال، فإن الخط الساحلي الذي يطل على البحر إلى الشمال الشرقي كما هو الحال في معظم أنحاء كوينزلاند له تعريض شمالي شرقي.
يتم استكمال التعريض بالدرجة لتحديد تدرج السطح.

## الأهمية
يمكن أن يكون للتعريض تأثير قوي على درجة الحرارة. وهذا بسبب زاوية الشمس في كل من نصفي الكرة الأرضية الشمالي والجنوبي والتي تكون أقل من 90 درجة أو فوق الرأس مباشرة. ففي نصف الكرة الشمالي، غالبًا ما يكون التعريض الشمالي من المنحدرات مظللاً، بينما يتلقى التعريض الجنوبي المزيد من الإشعاع الشمسي لمساحة سطح معينة لأن المنحدر مائل نحو الشمس ولا تظلله الأرض نفسها بشكل مباشر. كلما ابتعدت شمالاً أو جنوباً واقتربت من ظاهرة الانقلاب الشتوي، كلما كانت تأثيرات هذا التعريض أكثر وضوحًا، وخاصة على المنحدرات الأكثر انحدارًا حيث يكون التأثير فيها أكبر، مع عدم تلقي أي طاقة على المنحدرات ذات الزاوية الأكبر من 22.5 درجة عند 40 درجة شمالاً في 22 ديسمبر (الانقلاب الشتوي).

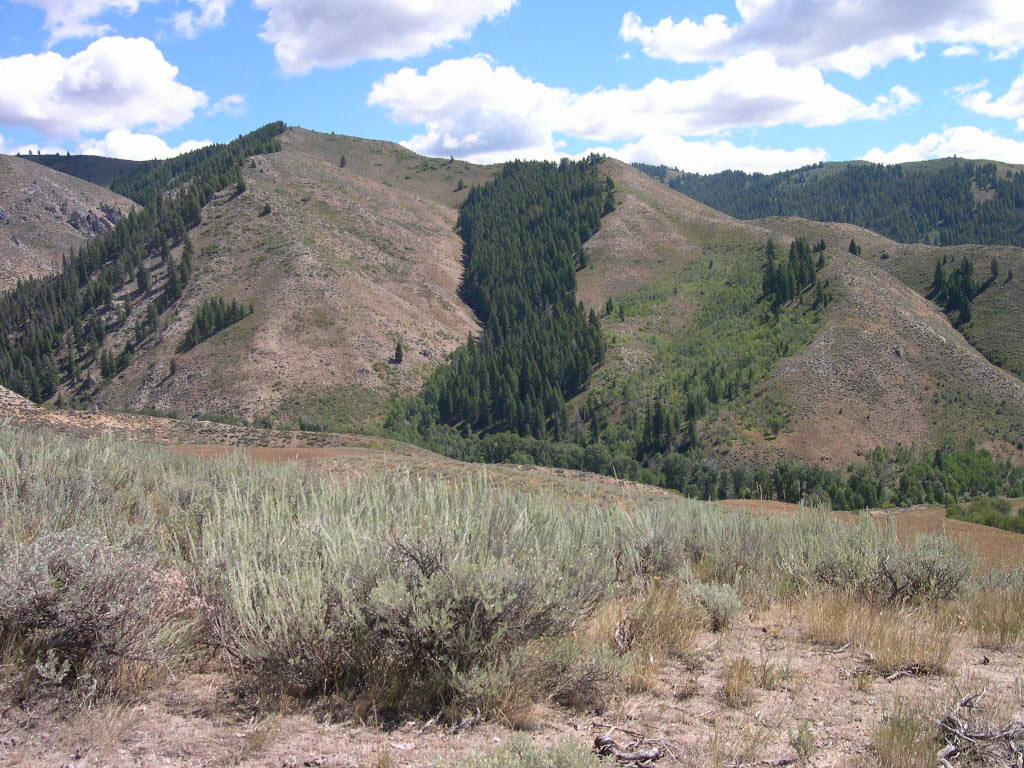
يمكن رؤية تأثيرات التعريض على الغطاء النباتي بوضوح في هذه الصورة الملتقطة في جنوب غرب أيداهو بالقرب من خزان أندرسون رانش. تتلقى المنحدرات المواجهة للشمال المزيد من الثلوج في كثير من الأحيان بسبب الرياح السائدة وتكون مظللة من أشعة الشمس المباشرة خلال فصل الشتاء، وبالتالي يتوفر لديها المزيد من المياه لدعم الأشجار والغابات، في حين أن المنحدرات المواجهة للجنوب والتي تتلقى المزيد من أشعة الشمس تكون أكثر حرارة وجفافًا وتدعم فقط أنواع النباتات الخشبية الأصغر حجمًا والأكثر تكيفًا مع الصحراء. تهيمن على المنحدرات المواجهة للشمال هنا غابة من أشجار الصنوبر ponderosa وPseudotsuga menziesii، في حين تهيمن على المنحدرات المواجهة للجنوب بشكل أساسي شجيرات الصحراء Artemisia tridentata وPurshia tridentata.

يمكن لشكل المنحدر أن يكون له تأثيرات كبيرة جدًا على مناخه المحلي. على سبيل المثال، لأن أشعة الشمس تكون في الغرب في فترة ما بعد الظهر، أي الوقت الأكثر سخونة من اليوم ففي معظم الحالات يكون المنحدر المواجه للغرب أكثر دفئًا من ذلك المحمي المواجه للشرق ما لم تؤثر تأثيرات هطول الأمطار على نطاق واسع على خلاف ذلك. مما يمكن أن يكون لهذا تأثير كبير على الحدود الارتفاعية والقطبية لنمو الأشجار، وعلى توزيع النباتات التي تتطلب كميات كبيرة من الرطوبة كذلك. على سبيل المثال، في أستراليا، توجد بقايا الغابات المطيرة دائمًا تقريبًا على المنحدرات المواجهة للشرق والتي تكون محمية من الرياح الغربية الجافة.
وبالمثل، في نصف الكرة الشمالي، سيكون المنحدر المواجه للجنوب، وهو الأكثر انفتاحًا على ضوء الشمس والرياح الدافئة، أكثر دفئًا وجفافًا بشكل عام بسبب مستويات أعلى من التبخر والنتح مقارنة بالمنحدر المواجه للشمال. يمكن رؤية ذلك جليل في جبال الألب السويسرية، حيث تنتشر الزراعة على المنحدرات المواجهة للجنوب أكثر منها على المنحدرات المواجهة للشمال. وفي جبال الهيمالايا، يمكن رؤية هذا التأثير بدرجة متطرفة، حيث تكون المنحدرات المواجهة للجنوب دافئة ورطبة والغابات والمنحدرات المواجهة للشمال باردة ووجافة ولكنها أكثر جليدية.

## جوانب التربة
في بعض المناطق توجد أنماط من اختلافات التربة مرتبطة باختلافات التعريض. تميل المنحدرات القوية ذات الجوانب الاستوائية إلى أن يكون لها مستويات مماثلة من المادة العضوية في التربة وتأثيرات موسمية مع المنحدرات المستوية على ارتفاعات أقل بينما تتمتع الجوانب القطبية بتشابه في مراحل التطور مع التربة المستوية على ارتفاعات أعلى. فالترب ذات المظهر السائد المواجه للريح تكون عادة ضحلة، وغالبًا ما تكون خصائصها التحتية أكثر تطوراً، من تلك المجاورة على التعريض المواجه للريح حيث تميل الرياح المتباطئة إلى ترسيب المزيد من المواد الجسيمية المحمولة جواً. أما خارج المناطق الاستوائية، عادةً ما تحتوي التربة ذات التعريض الموجه نحو موضع شمسي في وقت مبكر من بعد الظهر على أقل محتوى من رطوبة التربة ومن المادة العضوية في التربة مقارنة بالجوانب الأخرى المتاحة في مكان ما. ويؤثر التعريض أيضًا على العمليات البيولوجية الموسمية للتربة التي تعتمد على درجة الحرارة. غالبًا ما تهب الرياح المحملة بالجسيمات من اتجاه سائد بالقرب من فترة ما بعد الظهر الشمسية؛ وتتجمع التأثيرات في نمط مشترك بين نصفي الكرة الأرضية.

## الجوانب الساحلية
وتكون هذه التغيرات ذات أهمية فقط في المناطق الاستوائية، ولكنها تنتج هناك العديد من التأثيرات المناخية غير المتوقعة:
- جفاف فجوة داهومي، بسبب الرياح الحاملة للأمطار والتي تتحرك موازية للساحل.
- جفاف ساحل كورومانديل في الصيف بسبب الرياح الموسمية الجنوبية المتدفقة بالتوازي مع الساحل. ويمكن تفسير رطوبتها خلال موسم الرياح الموسمية الشمالية الشرقية على نحو مماثل.
- مواسم الأمطار الشاذة في أواخر الخريف في وسط الفيتنام والمنطقة الساحلية في شمال شرق البرازيل لنفس السبب المذكور أعلاه.
- الجفاف غير المعتاد الذي تشهده مدينة بورت مورسبي مقارنة ببقية أنحاء غينيا الجديدة يرجع إلى أن منطقة العاصمة الوطنية تقع بالتوازي مع الرياح التجارية التي لها تأثير تجفيف. وفي مقاطعة الخليج ولاي، التي تتلقى قوتها الكاملة، تكون الأمطار غزيرة للغاية خلال فصل الشتاء الجنوبي، مع هطول الأمطار والعواصف الرعدية خلال موسم الأمطار.
- إن الجفاف النسبي لساحل كوينزلاند له نفس السبب كما هو الحال في بورت مورسبي.